# Voith
Voith, «Фойт» — немецкий машиностроительный концерн. Штаб-квартира расположена в Хайденхайме-на-Бренце (Баден-Вюртемберг). Концерн включает подразделения Voith Paper (оборудование для целлюлозно-бумажного производства), Voith Hydro (оборудование для гидроэнергетики) и Voith Turbo (турборедукторы).

## История

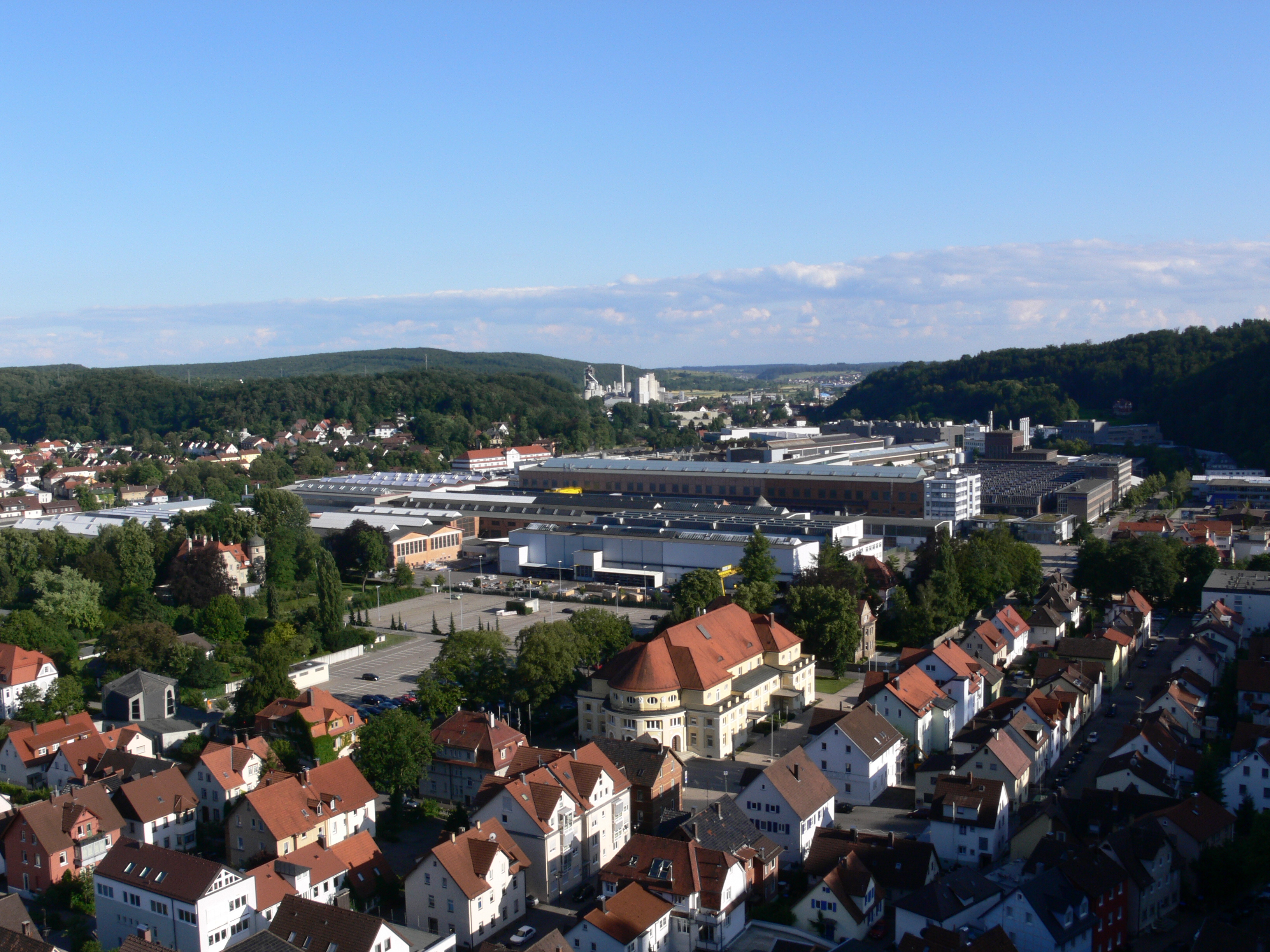
Завод в Хайденхайме

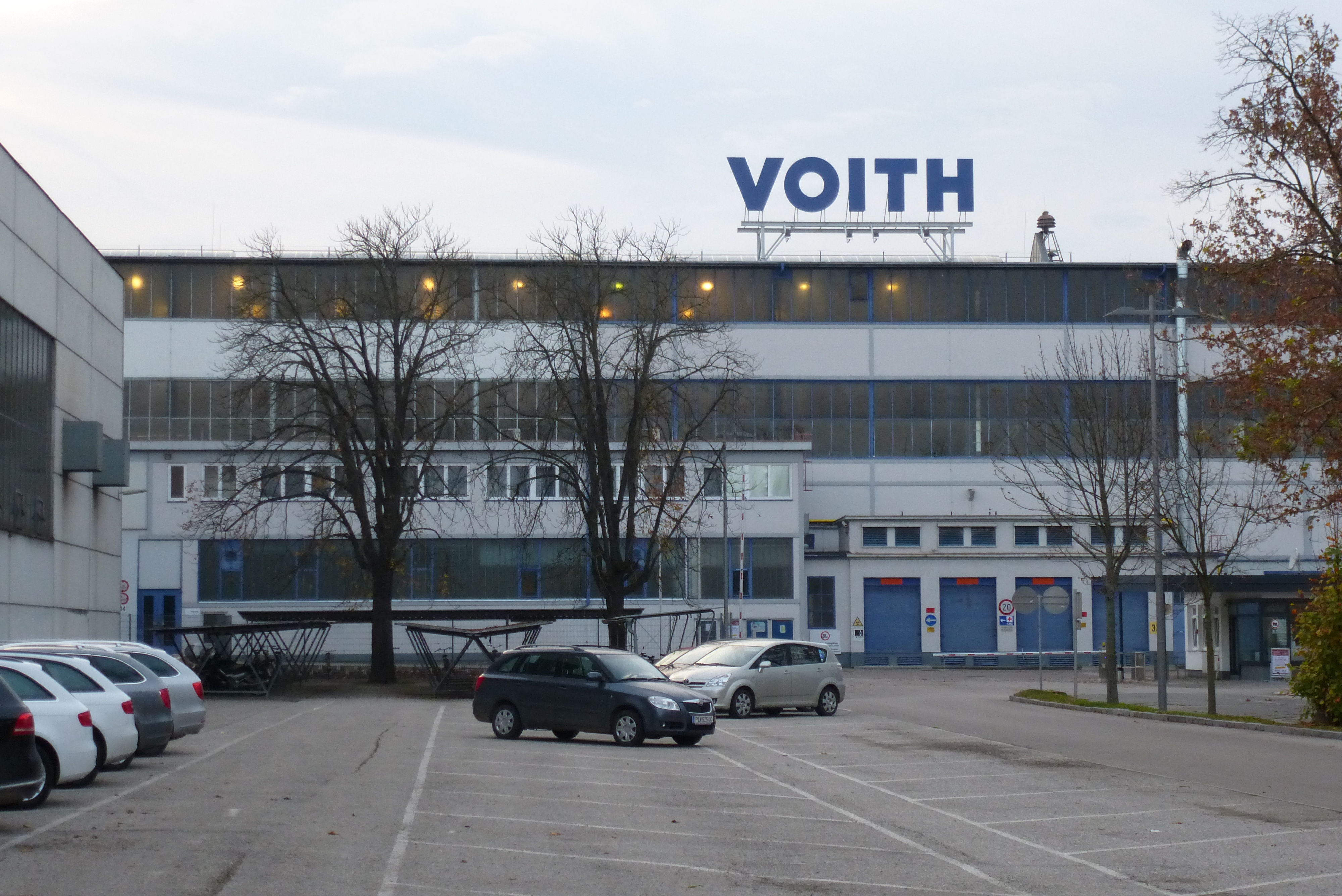
Завод Voith Hydro в Санкт-Пёльтене

В 1825 году Йоханн Матеус Фойт (нем. Johann Matthäus Voith) стал во главе семейного предприятия по ремонту оборудования водяных мельниц и бумажных фабрик в Хайденхайме. В 1848 году Фойт в партнёрстве с Хайнрихом Фёльтером начали строительство фабрики по производству бумаги из древесины (Фёльтер был обладателем патента на эту технологию). В 1867 году главой семейного предприятия стал Фридрих Фойт, сын основателя; в этом же году была зарегистрирована компания Maschinenfabrik J.M. Voith.
В 1870 году компания начала производство турбин для гидроэлектростанций; первые турбины были конструкции Жонваля, но с 1872 года Maschinenfabrik J.M. Voith перешла на более эффективные турбины Френсиса. В то же время совершенствовался процесс изготовления бумаги: в 1881 году была разработана машина, выполнявшая все необходимые техпроцессы. В начале XX века компания получила крупный международный контракт — с 1903 по 1912 год было изготовлено 12 турбин для электростанции на Ниагарском водопаде. В 1903 году в Санкт-Пёльтен (Австрия) был открыт первый зарубежный завод, выпускавший оборудование для бумажного производства в Австро-Венгрии и России. Фридрих Фойт умер в 1913 году, к этому времени в компании работало 3 тыс. человек.
В 1922 году, под руководством третьего поколения семьи Фойт, было начато производство турбин Каплана, эффективных на слабых водных потоках. Также в 1922 году было освоено новое направление деятельности — производство трансмиссий. К концу 1920-х годов компания осуществляла выпуск трансмиссий и движителей для автобусов и поездов, гидромуфт и гидротрансформаторов, трансмиссий для промышленного оборудования, а также разработала судовой движитель Фойта — Шнайдера.
В 1950 году компания была переименована в J.M. Voith GmbH. В 1961 году компанией была выпущена самая большая в мире газетная машина, её ширина составляла 8,5 м. В начале 1960-х годов компанией был разработан гидродинамический ретардер (тормоз-замедлитель), применяющийся в поездах, автобусах и грузовиках. В 1965 году был открыт завод бумажных машин в Сан-Паулу (Бразилия), а в 1977 году — в Аплтоне (Висконсин, США). Voith участвовала в проектировании и поставляла генераторы для ГЭС «Итайпу».
В 1992 году началась реорганизация компании. Подразделение по производству бумажных машин было объединено с аналогичным подразделением швейцарского концерна Sulzer в совместное предприятие Voith Sulzer Papiertechnik, которое базировалось в Хайденхайме; в 2000 году доля Sulzer была выкуплена. В 1995 году два других подразделения, Voith Turbo и Voith Hydro, были преобразованы в юридически самостоятельные компании. В 1999 году Voith Hydro была объединена с подразделением оборудования для ГЭС концерна Siemens в совместное предприятие Voith Siemens Hydro Power Generation, в котором J.M. Voith имела 65 % акций, а Siemens — 35 %. В конце 1990-х годов на оборудование, выпущенное Voith, приходилась треть мирового производства бумаги и 30 % выработки электроэнергии на ГЭС.
В 2006 году Voith Turbo начала производство локомотивов Voith Maxima; в 2008 году была запущена модель Voith Gravita. В 2014 году выпуск был прекращён.
В октябре 2021 года у Siemens была выкуплена доля в совместном предприятии.

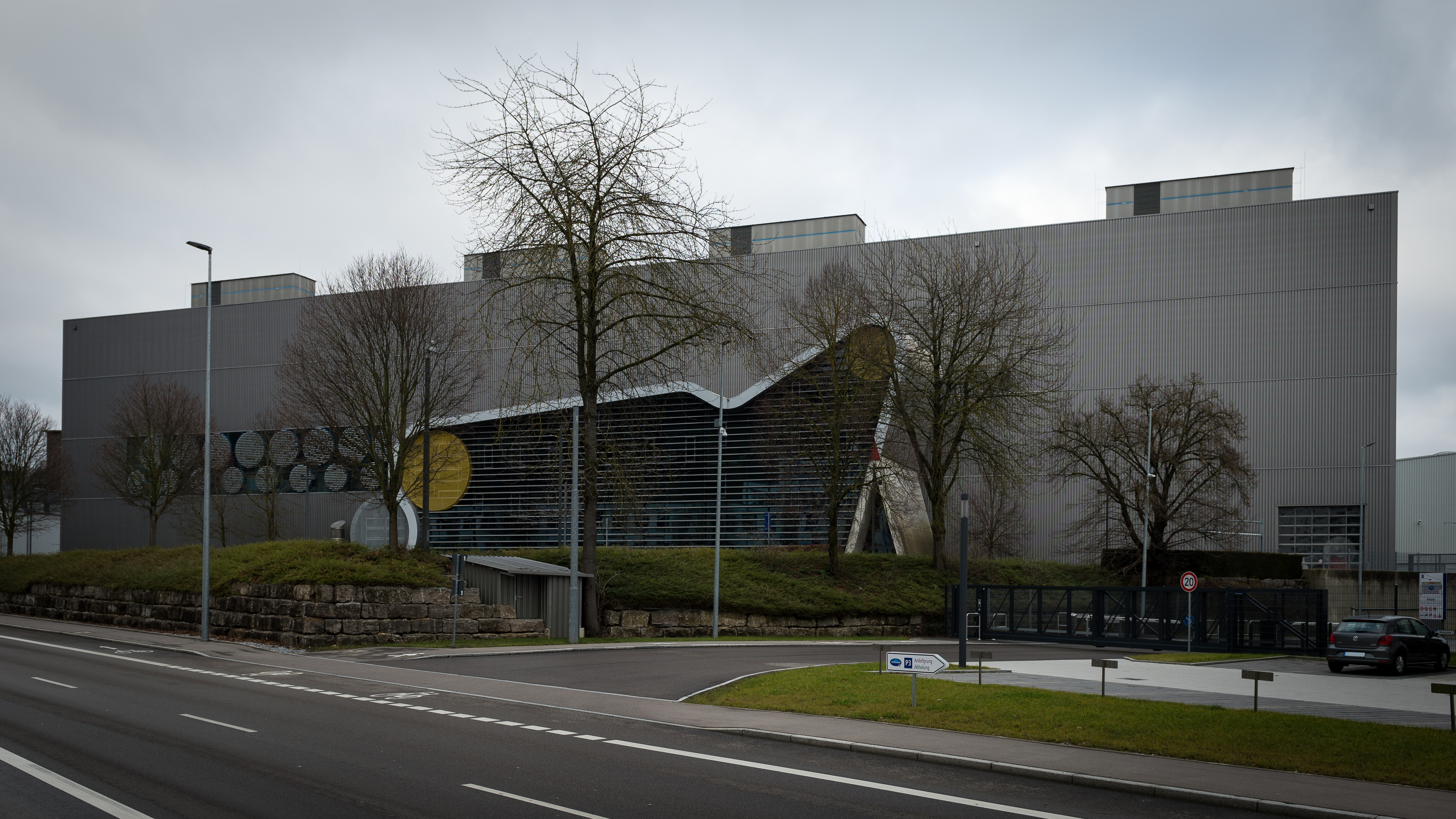
Технологический центр Voith Paper в Хайденхайме

Подразделения компании по состоянию на 2023/24 финансовый год:
- Voith Paper — производство оборудования для целлюлозно-бумажной промышленности; выручка 2,14 млрд евро;
- Voith Turbo — производство комплектующих для промышленности и транспорта; выручка 1,98 млрд евро;
- Voith Hydro — производство турбин и другого оборудования для гидроэлектростанций; выручка 1,05 млрд евро.